# Морозов, Олег Павлович
Олег Павлович Морозов (бел. Алег Паўлавіч Марозаў; род. 1 января 1941, Беларусь) — советский и белорусский дизайнер, член общественного объединения «Белорусский союз дизайнеров».
Специализация: дизайн мебели.

## Биография
Олег Павлович Морозов родился в г.п. Кличев Могилевской области в БССР. В 1973 году окончил Белорусский государственный театрально-художественный институт. Учился у И. Я. Герасименко, О. В. Чернышева. С 1961 года принимает участие в выставках в России (Ленинград, 19671; Москва, 1983 — золотая медаль ВДНХ СССР), Беларуси (Минск, 1974 ― 1991), Литве (Вильнюс, 1982), Чехословакии (Брно, 1984), Болгарии (Пловдив, 1985). В 1987 году стал членом Белорусского союза дизайнеров, специализируясь на дизайне мебели.
Награждён орденом «Знак почета».
Среди основных работ — наборы мебели для столовой «Белорусская хата», кухни «Вязынка», «Вячэра».